# Boleslav III
Boleslav III de Rode (overleden Polen 1037), uit het Huis der Přemysliden, was van 999 tot 1003 hertog van Bohemen. Hij was de oudste zoon van Boleslav II, die hij in 999 opvolgde.
Reeds kort na het begin van zijn bewind raakte hij in conflict met zijn jongere broers Jaromír en Oldřich, waarop die met hun moeder naar Regensburg vluchtten. Na een conflict met zijn rijksgroten, van wie hij er vele gedurende een banket liet uitmoorden, zocht hij hulp bij zijn neef Bolesław I Chrobry, koning van Polen. Hij werd voor korte tijd op de troon hersteld, maar uiteindelijk door Bolesław I blind gemaakt en gevangengezet. Keizer Hendrik II, onder wiens protectie Jaromír en Oldřich stonden, zag deze vereniging van Bohemen en Polen onder Bolesław I (in Bohemen als Boleslav IV) als een bedreiging en viel Polen binnen, daarmee de chaos wederom vergrotend.
Boleslav III stierf in 1037 in Poolse gevangenschap.